# Иван Илић (филозоф)
Иван Илић (Ivan Illich) (1926-2002) је био филозоф, полимата и радикални критичар савремених друштвених институција.

## Лични живот
Илић је био рођен у Бечу од оца далматинског Хрвата и мајке Сефардске Јеврејке. Његови тзв. матерњи језици су били италијански, шпански, француски и немачки. Током времена он је научио и хрватски, старогрчки, латински, португалски и хинду, између осталих. Студирао је хистологију и кристалографију на универзитету у Фиренци, теологију и филозофију у Риму, и средњовековну историју у Салцбургу.
Илић је 1951 постао свештеник у сиромашном предграђу Њујорка. Од 1956 надаље, он је екстензивно путовао кроз Латинску Америку у улогама истраживача и едукатора. Његов вишестрани рад га је редовно доводио у сукоб с Ватиканом. Као резултат тога, крајем шездесетих Илић је самовољно напустио све позиције у католичкој хијерархији.
Седамдесетих година, Иван Илић је уживао период међународне славе коју су му донеле његове иконокластичке књиге објављене у истом периоду.

## Ослобођење друштва од школе
Књига која је Илића довела у центар јавне пажње је била Deschooling Society (1971). Deschooling Society је радикална критика образовне праксе у савременим друштвима. Илић се залагао за образовање дириговано од стране самог ученика-студента, и подржано самосвесним, али неформалним односима између људи.